# Cososus
Cososus ist der Name eines gallischen Gottes, der nach der Interpretatio Romana mit Mars gleichgestellt wird.
Mars Cososus wird in einer einzigen Weiheinschrift aus Levroux (Bituriges Cubi, römische Provinz Aquitanien) bei Bourges genannt:
FLAVIA CUBA / FIRMANI FILIA / COSOSO DEO MARTI SUO / HOC SIGNUM DONAVIT / AUGUSTO